# Mythozoum antennatum
Mythozoum antennatum là một loài bọ cánh cứng trong họ Cerambycidae.